# Portada/efemèride desembre 11
Víctor Balaguer
« 10 de desembre · 11 de desembre · 12 de desembre »